# Queen Elizabeth (rosa)
Queen Elizabeth és una varietat de la rosa de fama mundial, obtingut en 1954 per l'enginyer agrònom i criador Lammerts als Estats Units, i anomenada així en honor de la reina Isabel II en la seva coronació. "Queen Elizabeth" ha rebut diversos premis internacionals, entre ells el de rosa favorita del món el 1978. Tot i ser considerat un híbrid de te a Europa, està classificada com a grandiflora als EUA.

## Descripció
Aquest roser amb flors grans de color salmó rosat, que suporten les pluges, és molt florífer i robust, amb un gran fullatge brillant, i floreix des de juny fins a les primeres gelades. És el resultat de l'encreuament entre 'Charlotte Armstrong' i 'Floradora'. L'arbust pot arribar als 2 m d'alçada i és resistent a les malalties. També supera llocs de cultiu poc favorables.
El mutant espontani (sport) "White Queen Elizabeth" té les mateixes propietats, però el color de la flor és blanc. "Queen Elizabeth" va ser un dels progenitors de la rosa "Pascali", que també va ser votada rosa favorita del món el 1991.

## Premis
- 1955 AARS
- 1955 RNS
- 1960 AARS gold
- 1968 La Haye
- 1978 Rosa favorita del món

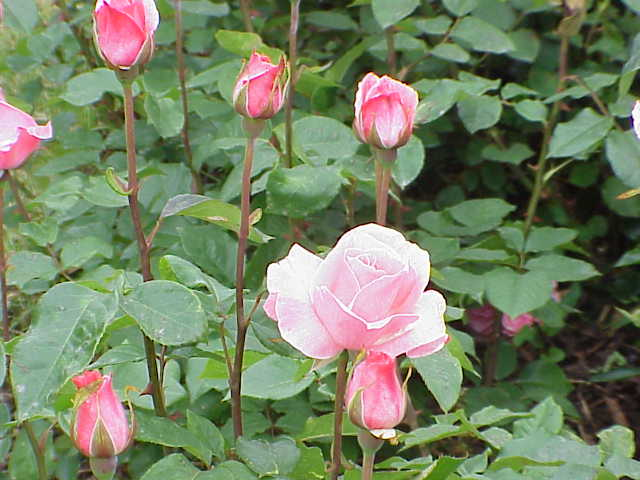
Roses 'Queen Elizabeth'
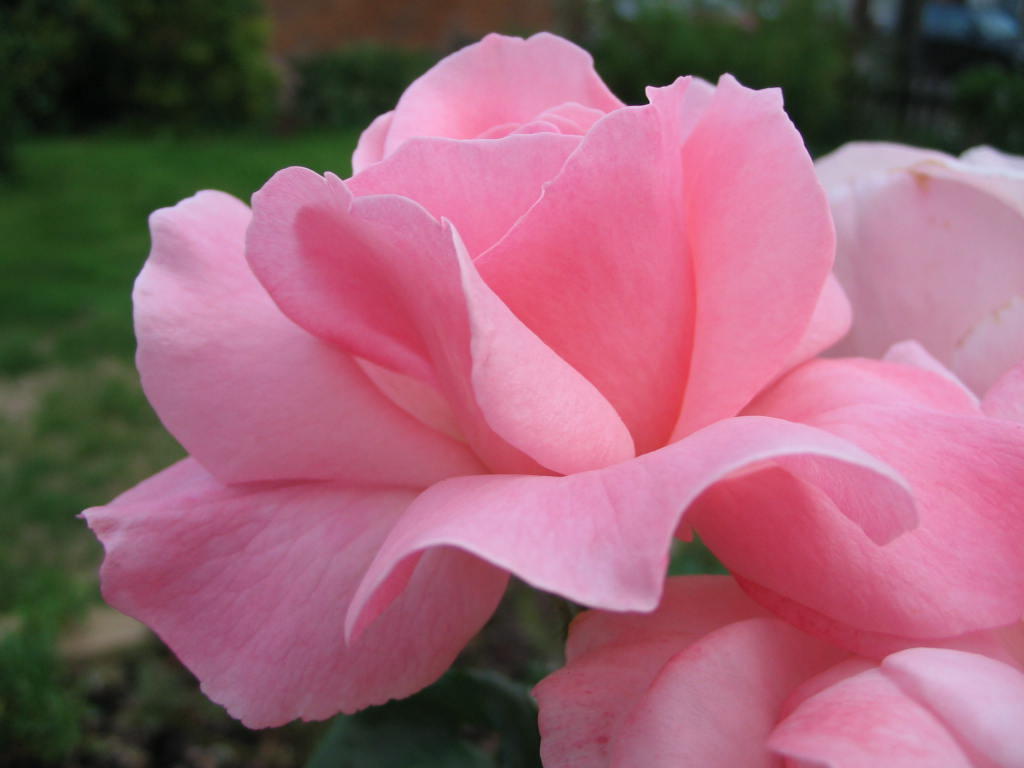
Rose 'Queen Elizabeth'